# Mivacurium
Mivacurium (Handelsnamen Mivacron (EU, CH), Hersteller: GlaxoSmithKline) ist ein Arzneistoff, der als erstes kurzwirksames nichtdepolarisierendes Muskelrelaxans aus der Gruppe der Benzylisochinoline 1992 eingeführt wurde. Es existieren drei Isomere (Zusammensetzung ca. 60 % trans-trans, 35 % cis-trans, 5 % cis-cis), wobei die cis-cis-Form nur etwa ein Zehntel der Wirkung aufweist.
Nach Gabe einer üblichen Intubationsdosis (etwa 0,2 bis 0,25 mg pro kg Körpergewicht) beträgt die Anschlagszeit etwa drei bis fünf Minuten, die Wirkdauer 15 bis 25 Minuten. Es kann zur Freisetzung von Histamin kommen, wodurch Hautrötungen, Tachykardie, Hypotonie, Bronchospasmus und Urtikaria ausgelöst werden können. Die Anwendung ist bei Säuglingen unter zwei Monaten, Personen mit Pseudocholinesterasemangel und (relativ) bei Asthmatikern kontraindiziert.
Der Abbau erfolgt (wie bei Succinylcholin) im Plasma durch die Pseudocholinesterase. Bei angeborenem oder erworbenem Mangel an diesem Enzym kann die Wirkdauer (bis zu mehreren Stunden) verlängert sein. Mivacurium wird in drei Metabolite umgesetzt (quartärer Aminoalkohol, quartärer Monoester, Dicarbonsäure).